# 娜蒂斯达·希尔巴
娜蒂斯达·希尔巴（波蘭語：Nadieżda Zięba，1984年5月21日—），波蘭女子羽毛球運動員，擅長雙打項目。

## 簡歷
2009年，娜蒂斯达·希尔巴夥拍罗伯特·马特斯亚克參加香港公開羽毛球錦標賽混合雙打比賽，贏得冠軍。
2016年7月，娜蒂斯达·希尔巴與罗伯特·马特斯亚克出戰美国洛杉矶舉行的美國羽毛球公開賽混合雙打比賽。在混雙决赛，以0比2（16-21、18-21）不敵日本的小林優吾/永原和可那，屈居亞軍。

### 2013年世錦賽晉八強
2013年8月，希尔巴參加中國廣州舉行的世界羽毛球錦標賽，與罗伯特·马特斯亚克以8號種子身分出戰混合雙打項目。他們首圈輪空，第二圈先以2比0力克荷蘭組合晉級；第三圈面對俄羅斯組合维塔利·杜尔金、尼娜·维斯洛娃，亦以2比0（21-8、21-15）勝出；但至半準決賽，他們卻以0比2（4-21、4-21）大敗給頭號種子、中國的徐晨/马晋，8強止步。其後，希尔巴宣布因懷有身孕而暫停比賽。

### 復出
2015年7月，希尔巴復出參加白夜羽毛球賽，並重新與罗伯特·马特斯亚克合作混合雙打比賽，最終奪得亞軍。

### 2016年 里约奥运八强
2016年8月，娜蒂斯达·希尔巴代表波兰出戰巴西里約熱內盧舉行的奥林匹克运动会羽毛球比賽混合双打項目，與罗伯特·马特斯亚克以13號種子身分出戰。在小組賽階段先後擊敗中國的徐晨/马晋、英国的克里斯·爱德考克/加布里·爱德考克，但在小组赛中曾先输给了丹麦的约金·费舍尔·尼尔森/克里斯汀娜·彼德森，最终保持2胜1负以赛13號種子和小组頭名晉級八强。半準決賽，娜蒂斯达·希尔巴和罗伯特·马特斯亚克面对马来西亚的陳炳順/吳柳螢，以0比2（17-21、10-21）不敌对手。

## 個人生活
娜蒂斯达·希尔巴本名為娜蒂斯达·科斯蒂乌塞克（波蘭語：Nadieżda Kostiuczyk），2010年4月30日與羽毛球運動員达利乌斯·希尔巴（波蘭語：Dariusz Zięba）結婚，婚後改隨夫姓。

## 主要比賽成績
只列出曾進入準決賽的國際賽事成績：
| 年份   | 賽事                     | 公開賽級別 | 項目     | 拍檔              | 成績   |
| ------ | ------------------------ | ---------- | -------- | ----------------- | ------ |
| 2004年 | 法國羽毛球公開賽         |            | 女子雙打 | 卡米拉·奥古斯丁   | 準決賽 |
| 2005年 | 捷克羽毛球國際賽         |            | 女子雙打 | 卡米拉·奥古斯丁   | 冠軍   |
| 2006年 | 中國羽毛球大師賽         |            | 混合雙打 | 羅伯特·馬特斯亞克 | 準決賽 |
| 2006年 | 歐洲羽毛球錦標賽         | 其他       | 混合雙打 | 罗伯特·马特斯亚克 | 季軍   |
| 2007年 | 瑞士羽毛球超級賽         | 超級賽     | 混合雙打 | 罗伯特·马特斯亚克 | 準決賽 |
| 2007年 | 俄羅斯羽毛球黃金大獎賽   | 黃金大獎賽 | 女子雙打 | 卡米拉·奥古斯丁   | 準決賽 |
| 2007年 | 俄羅斯羽毛球黃金大獎賽   | 黃金大獎賽 | 混合雙打 | 罗伯特·马特斯亚克 | 冠軍   |
| 2008年 | 印度羽毛球黃金大獎賽     | 黃金大獎賽 | 女子雙打 | 卡米拉·奥古斯丁   | 準決賽 |
| 2008年 | 印度羽毛球黃金大獎賽     | 黃金大獎賽 | 混合雙打 | 罗伯特·马特斯亚克 | 準決賽 |
| 2008年 | 歐洲羽毛球錦標賽         | 其他       | 混合雙打 | 罗伯特·马特斯亚克 | 亞軍   |
| 2009年 | 保加利亞羽毛球國際賽     | 國際挑戰賽 | 混合雙打 | 罗伯特·马特斯亚克 | 冠軍   |
| 2009年 | 丹麥羽毛球超級賽         | 超級賽     | 混合雙打 | 罗伯特·马特斯亚克 | 準決賽 |
| 2009年 | 香港羽毛球超級賽         | 超級賽     | 混合雙打 | 罗伯特·马特斯亚克 | 冠軍   |
| 2009年 | 世界羽聯超級系列賽總決賽 | 超級賽     | 混合雙打 | 罗伯特·马特斯亚克 | 準決賽 |
| 2010年 | 瑞士羽毛球超級賽         | 超級賽     | 混合雙打 | 罗伯特·马特斯亚克 | 準決賽 |
| 2010年 | 歐洲羽毛球錦標賽         | 其他       | 混合雙打 | 罗伯特·马特斯亚克 | 亞軍   |
| 2010年 | 印尼羽毛球超級賽         | 超級賽     | 混合雙打 | 罗伯特·马特斯亚克 | 冠軍   |
| 2010年 | 美國羽毛球黃金大獎賽     | 黃金大獎賽 | 混合雙打 | 罗伯特·马特斯亚克 | 準決賽 |
| 2011年 | 波蘭羽毛球國際賽         | 國際挑戰賽 | 混合雙打 | 罗伯特·马特斯亚克 | 冠軍   |
| 2012年 | 波蘭羽毛球國際賽         | 國際挑戰賽 | 混合雙打 | 罗伯特·马特斯亚克 | 準決賽 |
| 2012年 | 荷蘭羽毛球國際賽         | 國際挑戰賽 | 混合雙打 | 罗伯特·马特斯亚克 | 冠軍   |
| 2012年 | 歐洲羽毛球錦標賽         | 其他       | 混合雙打 | 罗伯特·马特斯亚克 | 冠軍   |
| 2012年 | 碧特博格羽毛球黃金大獎賽 | 黃金大獎賽 | 混合雙打 | 罗伯特·马特斯亚克 | 亞軍   |
| 2013年 | 馬來西亞羽毛球超級賽     | 超級賽     | 混合雙打 | 罗伯特·马特斯亚克 | 準決賽 |
| 2013年 | 德國羽毛球黃金大獎賽     | 黃金大獎賽 | 混合雙打 | 罗伯特·马特斯亚克 | 準決賽 |
| 2013年 | 波蘭羽毛球公開賽         | 國際挑戰賽 | 混合雙打 | 罗伯特·马特斯亚克 | 冠軍   |
| 2013年 | 印度羽毛球超級賽         | 超級賽     | 混合雙打 | 罗伯特·马特斯亚克 | 準決賽 |
| 2015年 | 白夜羽毛球賽             | 國際挑戰賽 | 混合雙打 | 罗伯特·马特斯亚克 | 亞軍   |
| 2015年 | 拉各斯羽毛球國際挑戰賽   | 國際挑戰賽 | 混合雙打 | 罗伯特·马特斯亚克 | 冠軍   |
| 2015年 | 哈爾科夫羽毛球國際賽     | 國際挑戰賽 | 混合雙打 | 罗伯特·马特斯亚克 | 冠軍   |
| 2015年 | 比利時羽毛球國際賽       | 國際挑戰賽 | 混合雙打 | 罗伯特·马特斯亚克 | 冠軍   |
| 2015年 | 荷蘭羽毛球大獎賽         | 大獎賽     | 混合雙打 | 罗伯特·马特斯亚克 | 準決賽 |
| 2015年 | 保加利亞羽毛球國際賽     | 國際挑戰賽 | 混合雙打 | 罗伯特·马特斯亚克 | 冠軍   |
| 2015年 | 碧特博格羽毛球黃金大獎賽 | 黃金大獎賽 | 混合雙打 | 罗伯特·马特斯亚克 | 冠軍   |
| 2015年 | 愛爾蘭羽毛球公開賽       | 國際挑戰賽 | 混合雙打 | 罗伯特·马特斯亚克 | 亞軍   |
| 2015年 | 土耳其梅爾辛羽毛球國際賽 | 國際挑戰賽 | 混合雙打 | 罗伯特·马特斯亚克 | 冠軍   |
| 2016年 | 瑞典羽毛球大師賽         | 國際挑戰賽 | 混合雙打 | 罗伯特·马特斯亚克 | 冠軍   |
| 2016年 | 德國羽毛球黃金大獎賽     | 黃金大獎賽 | 混合雙打 | 罗伯特·马特斯亚克 | 準決賽 |
| 2016年 | 波蘭羽毛球公開賽         | 國際挑戰賽 | 混合雙打 | 罗伯特·马特斯亚克 | 冠軍   |
| 2016年 | 美國羽毛球黃金大獎賽     | 黃金大獎賽 | 混合雙打 | 罗伯特·马特斯亚克 | 亞軍   |
| 2016年 | 威爾斯羽毛球國際賽       | 國際挑戰賽 | 混合雙打 | 罗伯特·马特斯亚克 | 冠軍   |
| 2017年 | 波蘭羽毛球公開賽         | 國際挑戰賽 | 混合雙打 | 罗伯特·马特斯亚克 | 冠軍   |

| 2007-2017年 | 首要超級賽 | 超級賽 | 黃金大獎賽 | 大獎賽 | 國際挑戰賽 | 國際系列賽 | 未來系列賽 | 其他 |

| 2018-2026年 | 總決賽 | 超級1000賽 | 超級750賽 | 超級500賽 | 超級300賽 | 超級100賽 | 國際挑戰賽 | 國際系列賽 | 未來系列賽 | 其他 |

### 奧運會和世錦賽參賽紀錄
|          | 搭檔              | 2005 | 2006 | 2007 | 2008 | 2009 | 2010 | 2011 | 2012 | 2013 | 2014 | 2015 | 2016 |
| -------- | ----------------- | ---- | ---- | ---- | ---- | ---- | ---- | ---- | ---- | ---- | ---- | ---- | ---- |
| 女子雙打 | 卡米拉·奥古斯丁   | 16強 | 16強 | 48強 | －   | －   | －   | －   | －   | －   | －   | －   | －   |
|          |                   |      |      |      |      |      |      |      |      |      |      |      |      |
| 混合雙打 | 罗伯特·马特斯亚克 | 32強 | 16強 | 8強  | 8強  | 16強 | 32強 | 16強 | 8強  | 8強  | －   | －   | 8強  |